# Georg Michael Fischer
Georg Michael Fischer (* 11. Juni 1980 in Schrobenhausen) ist ein deutscher Filmeditor. Für die Montage des von Leonardo DiCaprio co-produzierten  Dokumentarfilms Sea of Shadows (Regie: Richard Ladkani) wurde er, gemeinsam mit seiner Kollegin Verena Schönauer, 2019 bei den Critics’ Choice Documentary Awards in New York in der Kategorie Best Editing nominiert.

## Leben und Werk
Georg Michael Fischer zog im Alter von 18 Jahren nach München, um eine Ausbildung zum Photographen zu absolvieren. Im Anschluss daran besuchte er die Bayerische Akademie für Fernsehen und digitale Medien im Fachbereich Editing & Digital Postproduction. Seine Karriere als Filmeditor begann er 2002 bei der Tango Film GmbH in München. Seit 2006 arbeitet Georg Michael Fischer als selbständiger Filmeditor mit Schwerpunkt Dokumentarfilm.
Neben Dokumentarfilmen schneidet Georg Michael Fischer auch Werbung und Spielfilme. Der 2013 von ihm montierte Spielfilm Der Blinde Fleck erhielt den Friedenspreis des Deutschen Films – Die Brücke und den Gilde Publikumspreis der Filmkunstmesse Leipzig. Der in Zusammenarbeit mit dem Regisseur David Spaeth entstandene Dokumentarfilm BETRUG – Aufstieg und Fall eines Hochstaplers wurde als Eröffnungsfilm des Internationalen Leipziger Festivals für Dokumentar- und Animationsfilm, uraufgeführt und gewann 2019 den Grimme-Preis im Wettbewerb Information & Kultur.
Ebenfalls 2019 wurde der von Georg Michael Fischer und Verena Schönauer montierte Öko-Thriller Sea of Shadows beim Sundance Film Festival mit dem Audience Award ausgezeichnet.
Für den Dokumentarfilm Einen Sommer Lang wechselte Georg Michael Fischer erstmals in die Rolle des Regisseurs. In diesem auf dem Dok.fest München uraufgeführten Film begleitet er den deutschen Ultraläufer Denis Wischniewski auf seinem 50-tägigem Lauf von München nach Istanbul.
Der 2021 in der Zusammenarbeit mit der Regisseurin Lena Karbe entstandene Dokumentarfilm BLACK MAMBAS feierte beim Dokumentarfilmfestival Kopenhagen 2022 CPH:DOX seine Weltpremiere und wurde mit dem F:ACT Award ausgezeichnet. Auf dem Pordenone Docs Fest in Italien wurde BLACK MAMBAS mit dem Green Documentary Award geehrt.

## Filmografie (Auswahl)

### Filmeditor
- 2012: Ein Schmaler Grat (Regie: Daniel Harrich)
- 2013: Part Time Kings (Regie: Elke von Linde)[9]
- 2013: Der Blinde Fleck (Regie: Daniel Harrich)
- 2014: Zeichnen gegen das Vergessen (Regie: Bärbel Jacks)[10]
- 2014: La Brass Banda (Regie: David Spaeth)
- 2017: Betrug – Aufstieg und Fall eines Hochstaplers (Regie: David Spaeth)
- 2017: Einen Sommer lang (Regie: Georg Michael Fischer)
- 2018: Sea of Shadows (Regie: Richard Ladkani)
- 2019: Zwischen uns die Mauer (Regie: Norbert Lechner)
- 2020: Der Wilde Wald (Regie: Lisa Eder-Held)
- 2021: Black Mambas (Regie: Lena Karbe)[11]
- 2023: Wir und das Tier - Ein Schlachthausmelodram (Regie: David Spaeth)
- 2025: Yanuni (Dokumentarfilm)

### Regisseur
- 2017: Einen Sommer lang

## Auszeichnungen und Nominierungen
- 2009: Los Angeles Reel Film Festival, US – Best Documentary Short Visual Effects Award für Wildlife Underground (Regie: Judith Adlhoch)[12][13]
- 2019: Chesapeake Film Festival, US – Best Editing Award für die Montage von Sea of Shadows, gemeinsam mit Verena Schönauer.[14]
- 2019: Critics’ Choice Documentary Awards, US – Nominierung für den Best Editing Award für die Montage von Sea of Shadows, gemeinsam mit Verena Schönauer.[15]
- 2020: Wildscreen Film Festival, UK – Nominierung für den Best Editing Award für die Montage von Sea of Shadows, gemeinsam mit Verena Schönauer.[16]

## Belege
1. ↑  Tim Gray: ‘Biggest Little Farm’ Nabs Seven Critics’ Choice Documentary Awards Nominations. In: Variety. 14. Oktober 2019, abgerufen am 1. Oktober 2020 (englisch).
2. ↑  GMF. Abgerufen am 1. Oktober 2020.
3. ↑  Crew. Abgerufen am 2. Oktober 2020.
4. ↑  Betrug - Aufstieg und Fall eines Hochstaplers (EIKON Media Stuttgart/SPAETH Film für SWR). Abgerufen am 1. Oktober 2020.
5. ↑  Oliver Armknecht: Einen Sommer lang. In: Film-Rezensionen.de. 11. Mai 2018, abgerufen am 2. Oktober 2020.
6. ↑  EINEN SOMMER LANG. Abgerufen am 2. Oktober 2020.
7. ↑  The winners of CPH:DOX 2022. In: cphdox. 1. April 2022, archiviert vom Original (nicht mehr online verfügbar) am 4. April 2022; abgerufen am 27. April 2022 (englisch).  Info: Der Archivlink wurde automatisch eingesetzt und noch nicht geprüft. Bitte prüfe Original- und Archivlink gemäß Anleitung und entferne dann diesen Hinweis.
8. ↑  Black Mambas - Autlook Filmsales. Abgerufen am 27. April 2022.
9. ↑  Home. Abgerufen am 2. Oktober 2020.
10. ↑  Home - Drawing Against Oblivion. Abgerufen am 2. Oktober 2020.
11. ↑  Black Mambas - Autlook Filmsales. Abgerufen am 27. April 2022.
12. ↑  Awards - Tango Film GmbH | Film- und Fernsehproduktion. In: Tango Film GmbH. Abgerufen am 5. Oktober 2020.
13. ↑  Los Angeles Reel Film Festival. Abgerufen am 5. Oktober 2020.
14. ↑  Chesapeake Film Festival Announces 2019 Awardees. Abgerufen am 5. Oktober 2020 (amerikanisches Englisch).
15. ↑  Critics’ Choice Documentary Awards | Critics Choice Awards. Abgerufen am 5. Oktober 2020 (amerikanisches Englisch).
16. ↑  Panda Awards. Abgerufen am 5. Oktober 2020.

| Personendaten    | Personendaten          |
| ---------------- | ---------------------- |
| NAME             | Fischer, Georg Michael |
| KURZBESCHREIBUNG | deutscher Filmeditor   |
| GEBURTSDATUM     | 11. Juni 1980          |
| GEBURTSORT       | Schrobenhausen         |